# Kaptajn Fear
Kaptajn Fear (Captain Fear – betyder "Kaptajn Frygt") – en piratkaptajn fra Caribien – er den officielle maskot for det amerikanske NFL-hold Tampa Bay Buccaneers. Han har blå øjne, sort hår, tykke øjenbryn og et fuldskæg. Han har været maskot for Buccaneers siden juni 2000.

## Historie
Kystvagten samlede Kaptajn Fear op fra det ustadige vand ud for Tampa Bay tilbage i 2000. 
En aften, mens Kaptajn Fear guidede sit skib igennem en intens caribisk storm, blev den stolte sørøver kastet overbord efter hans skib blev ramt af lynet.
Utroligt nok lykkedes det Kaptajnen at holde sig flydende ved hjælp af en improviseret flåde at vragrester, men var ikke i stand til at lokaliserer sit skib før han altså blev fisket op af kystvagten.
Han skib drev i land i Tampa Bay. Skadet, men stadig sødygtig blev skibet repareret og ligger nu permanent forankret i Buccaneer Cove på Raymond James Stadium
Kaptain Fear bor nu fast i kaptajnens kahyt, og holder hver aften øje med Tampa Bay fra udkigsposten på skibet. 

## Personlige Data / Trivia
Kaptajn Fear er kendt for at spise Falke som snacks, som han siger smager som kylling. Hans yndlingsfilm er Disney's Den lille Havfrue og hans yndlingssang er Disney's "Yo Ho Yo Ho a Pirate's Life for Me". Hans hobbyer er surfing, jetskiing og tricks med sværd.
Hans højde er ca. 192 cm og hans vægt er 113 kg.
Rivalerne er Carolina Panthers, Atlanta Falcons og New Orleans Saints.

## Eksterne links
- http://www.buccaneers.com/bucs-fans/captain-fear.html Arkiveret 18. marts 2015 hos  Wayback Machine Maskottens side på holdets hjemmeside]